# Agent 327
Agent 327 er en hollandsk humoristisk agenttegneserie af Martin Lodewijk (sv). Hovedpersonen er Hans Harkhoost, som er agent 327 i den hollandske sikkerhedstjeneste. Det første album på hollandsk blev udgivet i 1968. I alt nitten album er blevet udgivet, og de ni af dem er blevet oversat til dansk.

## Hollandske og danske album
Hollandske album i kronologisk rækkefølge.
Dansk nummer i parentes.
- 1. 1968: Sagen om de knuste glas / Operation stemmekvadrubler (1)
- 2. 1975: Hekseringen (4)
- 3. 1976: Søndagsbarnet (5)
- 4. 1977: Syvsoveren (6)
- 5. 1979: 30 års ventetid (3)
- 6. 1980: Dossier Dozijn Min Eén
- 7. 1980: Sagen om nattevagten (2)
- 8. 1981: Dossier Dozijn Min Twee
- 9. 1981: Terror i Rotterdam (7)
- 10. 1982: Kunsten stiger! (9)
- 11. 1983: Wu Manchus øjne (8)
- 12. 2000: De vergeten bom (ikke udgivet på dansk)
- 13. 2001: Het pad van de schildpad (ikke udgivet på dansk)
- 14. 2001: Cacoïne en commando's (ikke udgivet på dansk)
- 15. 2002: De golem van Antwerpen (ikke udgivet på dansk)
- 16. 2002: De wet van alles (ikke udgivet på dansk)
- 17. 2002: Hotel New York (ikke udgivet på dansk)
- 18. 2003: Dossier Achttien - Het oor Van Gogh (ikke udgivet på dansk)
- 19. 2005: De vlucht van vroeger (ikke udgivet på dansk)

## Oversættelser
Agent 327s navn gengives forskelligt på forskellige sprog:
- Dansk: Hans Harkhoost
- Fransk: Hendrik Ijzerbroot
- Nederlandsk: Hendrik IJzerbroot
- Norsk: Henrik Eisenbrot
- Spansk: Enrique Panférreo
- Svensk: Otto Otto Gärning
- Tysk: Otto Otto (O.O.) Eisenbrot
- Ungarsk: Hendrik Ejzenbrot